# Wydawnictwo Politechniki Łódzkiej
Wydawnictwo Politechniki Łódzkiej – wydawnictwo działające przy Politechnice Łódzkiej, w strukturze uczelni stanowi jedną z agend specjalnych Biblioteki Politechniki Łódzkiej. Zajmuje się wydawaniem recenzowanych naukowo książek, podręczników, monografii, skryptów oraz zeszytów naukowych. Znajduje się w wykazie wydawnictw punktowanych Ministerstwa Nauki i Szkolnictwa Wyższego (80 pkt. za monografię). Autorami publikacji są pracownicy naukowi uczelni, zaś tematyka wydawanych książek dotyczy przede wszystkim różnych dziedzin nauki, przede wszystkim nauk technicznych, a w mniejszym zakresie także nauk biologicznych, nauk chemicznych, nauk ekonomicznych i nauk fizycznych. Poza wydawnictwami książkowymi, Wydawnictwo Politechniki Łódzkiej zajmuje się również redagowaniem i publikacją czasopism naukowych, do których należą:
- Biotechnology and Food Science[2],
- Journal of Applied Computer Science[3],
- Mechanics and Mechanical Engineering[4],
- Zeszyty naukowe. Organizacja i zarządzanie[5],
- Scientific Bulletin of the Lodz University of Technology: Physics[6],
- Zeszyty naukowe. Włókiennictwo.

## Historia Wydawnictwa
W pierwszych latach istnienia Politechniki Łódzkiej wydawnictwo nie było formalnie wydzieloną jednostką. Drukowane były głównie składy osobowe i skrypty studenckie. W 1953 roku powołano Komitet Redakcyjny, a rok później ukazały się pierwsze wydawnictwa o charakterze naukowym - serie Zeszytów Naukowych: Mechanika, Chemia i Włókiennictwo. W 1957 roku wydrukowano pierwszy skrypt. Druk odbywał się w Zakładzie Graficznym PWN.
Liczba drukowanych publikacji stale się zwiększała, w związku z czym w 1972 roku powołano Dział Wydawnictw Naukowo-Dydaktycznych, składający się z redakcji i zakładu poligraficznego. Wydawano wtedy, obok zeszytów naukowych i skryptów, także pozycje informacyjne, takie jak sprawozdania rektora, informatory o uczelni i pracach naukowo-badawczych, plany studiów, a także "Życie Uczelni". Zakład poligraficzny działał w strukturze uczelni do 1992 roku. Od tego czasu książki drukuje firma zewnętrzna, wybierana obecnie w ramach przetargu.
Od 2013 roku Dział Wydawnictw Naukowo-Dydaktycznych został włączony w strukturę Biblioteki Politechniki Łódzkiej, a nazwę zmieniono na Wydawnictwa Uczelniane. Nazwa ta obowiązuje w ramach struktury Politechniki Łódzkiej, zaś na co dzień używana jest nazwa Wydawnictwo Politechniki Łódzkiej. Obecnie Wydawnictwo mieści się na parterze budynku Biblioteki Głównej. Ma własną księgarnię stacjonarną i internetową. Rocznie wydaje około 60-70 tytułów książek autorstwa pracowników Politechniki Łódzkiej. Wydawnictwo rokrocznie uczestniczy też w targach książki, organizowanych w różnych miastach, m.in. Warszawie i Krakowie.